# 国鉄クハ16形電車
クハ16形は、かつて日本国有鉄道（国鉄）に在籍した旧形電車である。1953年（昭和28年）6月1日に実施された車両形式称号規程改正（改番）により片運転台式の3扉ロングシートの17m級制御車に与えられた形式である。旧クハ38形、クハ65形がクハ16形に改称された。その内訳は次のとおりである。
1. 16000 - 16015 : オリジナルのクハ38形で31系に属する。台車はTR23。詳細は国鉄31系電車#クハ38形を参照。
2. 16100 - 16138 : モハ30形を電装解除したクハ38形50番台を改称したもの。台車はDT10で屋根はモニタールーフ。詳細は国鉄30系電車#モハ30形の電装解除を参照。
3. 16150 - 16166 : モハ30形を電装解除したクハ38形50番台を改称したもの。台車は1928年製のDT11で屋根はモニタールーフ。詳細は国鉄30系電車#モハ30形の電装解除を参照。
4. 16200 - 16234 : モハ30形を電装解除したクハ38形を丸屋根に改造したもの。台車はDT10。詳細は国鉄30系電車#中央東線乗入れ用改造車を参照。
5. 16250 - 16264 : モハ30形を電装解除したクハ38形を丸屋根に改造したもの。台車はDT11。詳細は国鉄30系電車#中央東線乗入れ用改造車を参照。
6. 16300 - 16304 : モハ31形を電装解除したクハ38形200番台を改称したもの。台車はDT11。詳細は国鉄31系電車#モハ31形の電装解除を参照。
7. 16400 - 16543 : クハ65形を改称したもの。台車はTR11。詳細は国鉄50系電車#クハ65形を参照。
8. 16506 - 16562（偶数） : 旧クロハ16形800番台を番号整理により改番したもの。詳細は国鉄50系電車#二等車の廃止と改番を参照。
9. 16600 - 16607 : モハ50形を電装解除したクハ65形250番台を改称したもの。台車はDT10。詳細は国鉄50系電車#制御車、付随車代用を参照。
10. 16800 - 16862（偶数） : クハ65形の半室を二等室としたクロハ16形を、1957年の二等車廃止により格下げしたもの。後に番号が整理され、400番台の続番に改められた。詳細は国鉄50系電車#連合軍専用車と代用二等車を参照。